# Das hier ist Fußball
Das hier ist Fußball ist ein Lied des Liedermachers Thees Uhlmann aus dem Jahr 2005.

## Komposition
Thees Uhlmann ist der Sänger der Hamburger Indie-Rockband Tomte. Nach eigener Aussage war es dem Sänger ein Bedürfnis, mal zu sagen: „Party-Klub, Piraten. Nein, dem ist nicht so.“, da es für den FC St. Pauli lange Zeit finanziell nicht gut aussah: „Da war kein Happyend in Sicht.“ Zu seinen Beweggründen sagte er im Interview: „Ich wollte damals einfach mal was machen zum FC St. Pauli, aber eben keine Partyhymne und keinen Jubelsong. Ich war dann schon lange über Deadline für den Sampler, habe mich hingesetzt und losgeschrieben. Der Song sollte ausdrücken, wie anstrengend es ist, FC St. Pauli-Fan zu sein.“
Das Lied ist in E-Dur komponiert und wurde nur mit Gitarre eingespielt.

### Text
Das Lied handelt von Tragik, Liebe und Leid im Zusammenhang mit dem Fußballspielen des FC St. Pauli: „Tragik ist wie Liebe ohne Happy End / Und eines ist wirklich sicher, dass die Tragik St. Pauli kennt.“ In seiner Melancholie grenzt sich das Lied deutlich von der genretypischen Prägung anderer Fußballlieder ab.

## Veröffentlichung
Es ist das dritte Stück auf der CD-Single Ich Sang Die Ganze Zeit Von Dir der Hamburger Indie-Rockband Tomte, die am 27. Januar 2006 von Grand Hotel van Cleef erschien, und das 53 Stück der Kompilation „St. Pauli-Einhundert“, die am 14. Mai 2010 von dem Hamburger Independent-Plattenlabel Tapete Records veröffentlicht wurde. Am 19. April 2012 wurde das Lied als limitierte 7" Vinyl Picture Disc in den Handel gebracht.
Die erste Veröffentlichung des Songs war auf dem Sampler "15 Jahre Fanladen St. Pauli" im Jahr 2005 zum Jubiläum das sozialpädagogischen Fanprojekts Fanladen St. Pauli und wurde in Rahmen der Feierlichkeiten im Knust am 18. Juni 2005 live gespielt.
Die Aufnahme wurde erstmals am 21. Dezember 2005 zur Halbzeitpause im Millerntorstadion beim DFB-Pokal-Achtelfinale zwischen dem FC St. Pauli und Hertha BSC gespielt. Ein Liveauftritt des Sängers an gleicher Stelle fand am 11. Mai 2014 zur Verabschiedung des Profifußballers Fabian Boll statt.

## Rezension
Die Fachzeitschrift Musikexpress führt das Lied als eines der „15 besten Songs von Thees Uhlmann“.

„Pathos gehört zum Fußball wie der Ketchup zur Currywurst. Thees Uhlmann trägt […] dick auf – eine schöne Liebeserklärung an den FC St. Pauli.“

„Die getragene Stadionhymne über das Auf und Ab von Uhlmanns FC St. Pauli sorgt für Nordkurven-Romantik.“